# 벤허 (뮤지컬)
벤허는 왕용범 작연출, 이성준 곡의 창작 뮤지컬이다.
루 월러스(LEW WALLACE)가 1880년 발표한 소설이 원작이며, 한국에서 처음 뮤지컬로 재탄생되었다. 2018년 제2회 한국 뮤지컬어워즈에서 총 11개 부문에서 최다 노미네이트되었으며 무대예술상, 앙상블상, 대상을 수상했다.

## 줄거리
서기 26년, 제정 로마의 박해에 신음하는 예루살렘. 명망 높은 유대의 귀족 벤허는 로마의 장교가 되어 돌아온 친구 메셀라와 오랜만에 재회한다. 숱한 전쟁을 겪으며 살아남은 메셀라는 벤허에게 유대의 폭도 소탕을 도와달라 부탁하지만, 벤허는 이를 거절한다.
다음날, 벤허의 여동생 티르자는 집 옥상에서 그라투스 총독의 행군을 구경하던 중 기왓장을 떨어뜨리는 사고를 낸다. 메셀라는 이를 문제삼아 벤허 가문 전체에 반역죄를 씌운다. 억울한 누명을 쓴 벤허는 로마 군함의 노를 젓는 노예가 된다.
3년 후, 벤허가 탄 군함이 해적과의 전투 중 난파되고, 사령관 퀸터스의 목숨을 구한 벤허는 자유의 신분을 얻어 로마의 귀족이 된다. 생사의 위기를 극복한 벤허는 자신의 모든 것을 앗아간 메셀라에게 복수 할 것을 결심한다.
한편, 예루살렘은 나사렛에서부터 유대의 새로운 왕이 온다는 소문으로 술렁이고, 마침내 고향으로 돌아온 벤허는 메셀라에 맞서 전차경주장의 출발선 앞에 나란히 서게 된다.

## 제작팀
- 작/작사 : 왕용범
- 작곡 : 이성준
- 연출 : 왕용범
- 음악감독 : 이성준
- 안무 : 문성우, 홍유선
- 무술 : 조상현
- 무대 : 서숙진
- 조명 : 민경수
- 음향 : 권도경
- 영상 : 송승규
- 의상 : 한정임
- 소품 : 조윤형
- 분장 : 최리라
- 기술 : 이유원
- 무대감독 : 이유원
- 제작감독 : 정장선

## 등장인물
- 유다 벤허
- 메셀라
- 에스더
- 퀀터스
- 미리암
- 시모니테스
- 빌라도
- 티토
- 티르자
- 어린 티토

## 캐스팅

### 2017년 초연
기간 : 2017.08.24 ~ 2017.10.29 / 장소 : 충무아트센터 대극장
- 유다 벤허: 유준상, 박은태, 카이
- 메셀라: 박민성, 민우혁, 최우혁
- 에스더: 아이비, 안시하
- 퀸터스: 남경읍, 이희정
- 미리암: 서지영
- 시모니테스: 김성기
- 빌라도: 이정수
- 티토: 선한국
- 티르자: 곽나윤
- 어린 티토: 이윤후, 이지훈
- 앙상블: 고훈, 황장호, 조상현, 김호민, 신재희, 손대희, 백시호, 선재, 류지한, 김태원, 최도진, 박종배, 김동희, 권기중, 최병일, 정설웅, 김시영, 김기동, 한재용, 장지후, 이동화, 임동섭, 이희중, 유효진, 이민재, 전기수

### 2019년 재연
기간 : 2019.07.30 ~ 2019.10.13 / 장소 : 블루스퀘어 인터파크홀
- 유다 벤허: 카이, 한지상, 민우혁, 박은태
- 메셀라: 박민성, 문종원
- 에스더: 김지우, 린아
- 퀸터스: 이병준, 이정열
- 미리암: 서지영, 임선애
- 시모니테스: 홍경수
- 빌라도: 이정수
- 티토: 선한국
- 티르자: 문은수
- 어린 티토: 이윤우, 이지훈
- 앙상블: 조상현, 백시호, 선재, 최도진, 박종배, 권기중, 김선, 정설웅, 유효진, 이민재, 정종락, 현익창, 이한울, 백승리, 권성일, 김원빈, 이재웅, 이우진, 박선영, 신영찬, 임태현, 서종원, 김재현, 황성훈, 진대웅, 정찬우

## 넘버

### 2017년 초연

#### 1막
- 희망은 어디에: 유다 벤허, 앙상블
- 죽음의 질주 reprise: 유다 벤허, 메셀라
- 가문의 축복: 유다 벤허, 에스더, 미리암, 시모니테스, 티토
- 당신의 은총을: 유다 벤허, 퀸터스
- 로마승전 행군
- 시저 만세: 빌라도, 앙상블
- 그리운 땅: 에스더, 앙상블
- 나 메셀라 reprise: 메셀라
- 카타콤의 빛: 유다 벤허, 에스더
- 당신의 은총을 reprise: 퀸터스
- 운명: 유다 벤허, 앙상블

#### 2막
- 그 날의 우리: 유다 벤허, 에스더, 미리암, 티르자
- 나 메셀라: 메셀라
- 게네사렛: 시모니테스, 티토, 앙상블
- 기도: 미리암
- 죽음의 질주: 유다 벤허, 메셀라
- 나 메셀라 reprise: 메셀라
- 희망은 사라져: 에스더, 앙상블
- 골고다: 유다 벤허
- 운명 reprise: 유다 벤허

### 2019년 재연

#### 1막
- Prologue
- 희망은 어디에: 유다 벤허, 앙상블
- 죽음의 질주 Reprise: 유다 벤허, 메셀라
- 그 별: 에스더, 유다 벤허
- 가문의 축복: 시모니테스, 미리암, 티르자, 에스더, 어린 티토
- 반역: 유다 벤허, 메셀라, 미리암, 티르자
- 노수가: 앙상블
- 전투: 퀸터스, 앙상블
- 하늘 아래 산다면: 유다 벤허, 퀸터스
- 승전: 앙상블
- 생존의 법칙: 퀸터스
- 살아야 해: 유다 벤허
- 로마의 아들: 빌라도
- 나 메셀라 Reprise: 메셀라
- 그리운 땅: 에스더
- 노예시장: 티토, 앙상블
- 카타콤의 빛: 유다 벤허, 에스더
- 운명: 유다 벤허

#### 2막
- 텔고
- 그날의 우리: 유다 벤허, 미리암, 티르자, 에스더
- 변장: 유다 벤허, 티토, 앙상블
- 나 메셀라: 메셀라
- 게네사렛: 시모니테스, 티토, 앙상블
- 기도: 미리암
- 출전: 유다 벤허, 메셀라
- 죽음의 질주: 유다 벤허, 메셀라
- 나 메셀라 Reprise 2: 메셀라
- 희망은 사라져: 유다 벤허, 에스더, 앙상블
- 골고다: 유다 벤허
- 기적: 유다 벤허, 미리암, 티르자
- 운명: 유다 벤허

## 수상
- 2018 제2회 한국 뮤지컬어워즈 무대예술상
- 2018 제2회 한국 뮤지컬어워즈 앙상블상
- 2018 제2회 한국 뮤지컬어워즈 대상[2]